# Белоруссов, Иван Михайлович
Ива́н Миха́йлович Белору́ссов (1 (13) июня 1850, Тотемский уезд, Вологодская губерния, Российская империя — не ранее января 1922, Алушта, Украинская ССР) — русский педагог-славист, действительный статский советник, общественный деятель.

## Биография
Родился 1 (13) июня 1850 года в Тотемском уезде Вологодской губернии в семье сельского диакона.
Учился в Тотемском уездном училище и в Вологодской духовной семинарии, которую из-за смерти отца не окончил, выбыв из 4 класса. В течение года работал народным учителем, затем поступил в Петербургский историко-филологический институт. По окончании института с 1 июля 1875 года был назначен преподавателем русской словесности и латинского языка в Архангельскую мужскую гимназию; по совместительству преподавал также в женской гимназии. Кроме этого, был редактором неофициальной части «Архангельских губернских ведомостей» и действительным членом Архангельского губернского статистического комитета. Здесь в 1877 году он издал свою первую книгу — «Учебник теории поэзии для V класса муж. и женск. гимназий» (Архангельск: тип. Губ. правл., 1877. — [2], II, 55 с.), которая регулярно переиздавалась (15-е изд. — Москва, 1896). В «Журнале Министерства народного просвещения» была напечатана его статья «Теория словесности как научный и учебный предмет».
С 1 июля 1878 года был назначен наставником-руководителем и преподавателем русской литературы в Историко-филологический институт князя Безбородко в Нежине, где проработал шесть лет.
С 1 июля 1882 года состоял в чине статского советника; 15 мая 1883 года был награждён орденом Св. Станислава 3-й степени.
С 15 октября 1884 года был назначен директором Орловской мужской гимназии и председателем педагогических советов двух орловских женских гимназий. С 1885 года он был также членом Орловской губернской учёной архивной комиссии и товарищем председателя Орловского церковно-историко-археологического общества, в сборниках которого печатал свои статьи и был техническим редактором.
В числе его учеников в Орловской гимназии был будущий писатель Леонид Андреев, что в некоторой степени свидетельствует о пользе методики преподавания литературных и лингвистических предметов[как?], которую поддерживал Белоруссов. Другой его ученик, литератор Павел Россиев, вспоминал много лет спустя:

Помнятся живые, осмысленные уроки, на которых улавливались, с помощью Ивана Михайловича, все изгибы и извивы «божественной эллинской речи», её полнозвучность и полновесность, и когда мы чувствовали в гомеровских рапсодиях музыкальную характерность языка наших былин; мы углублялись в тонкость Ксенофонтова «Анабазиса» и над какой-то частицей, недостойной ударения, а только придыхания, останавливались с той серьёзностью, с какой ботаник останавливается над клеткой или живой протоплазмой. Искусный преподаватель по-своему, кратко и удобопонятно предлагал синтаксические и грамматические мудрости… Основой воспитательной и педагогической мысли Белоруссова было беспрестанное возбуждение, укрепление и усиление сознательной и свободной деятельности учащихся, можно сказать — самообразование, построенное на твёрдой воле и сознательном труде, как святом долге каждого человека… Для Белоруссова русский язык стал солнцем, которое не только согревало его душу, но и являлось источником литературно-педагогической энергии, а эта, в свою очередь, была источником его интеллектуальной жизни.— Россиев П. Иван Михайлович Белоруссов (По поводу 40-летия его педагогической деятельности) // Исторический вестник. — 1915. — № 6. — С. 934—942.
Уже в советское время идеологическая необходимость привела Л. Н. Афонина к выводу, что Белоруссов, «карьерист, не скрывавший своих реакционных воззрений… стремился поднять в гимназии „религиозный дух“, изгонял вольномыслие… Ходили слухи, что Белоруссов берёт взятки… Уроки Белоруссова по литературе были на редкость скучны… Службист Белоруссов преподавал литературу по бурсацкому способу „от энтих до энтих“». Этот вывод затем тиражировался.
Был награждён 1 января 1893 года орденом Св. Анны 2-й степени. В 1897 году «по прошению» вышел в отставку и до 1911 года оставался в Орле, вёл активную деятельность; был почётным членом епархиального училищного совета (с 1899), трижды руководил преподаванием русского и церковнославянского языка на педагогических курсах для учителей церковно-приходских школ Орловской, Смоленской и Ставропольской епархий. Кроме этого, в 1906—1909 годах преподавал в Орловском Бахтина кадетском корпусе.
Являлся членом орловского Союза законности и порядка и литературного комитета при органе Союза — газете «Орловская речь», а также деятелем Второго трезвенного движения Российской империи.
Имеются сведения, что позже он был также директором Уфимской частной мужской гимназии.
В 1914 году стал лауреатом Ахматовской премии за «Словарь Ломоносовского языка», бывший ещё в рукописи.
В годы Гражданской войны жил на крымской даче в Алуште. О его последних днях известно из письма И. С. Шмелёва к К. А. Тренёву, а также книги И. С. Шмелёва «Солнце мёртвых»:

⟨…⟩ Встретила вчера на базаре Ивана Михайлыча… бредёт в своей соломенной широкополке, с корзиночкой, грязный, глаза гноятся … трясётся весь. Гляжу — лари обходит и молча кланяется. Один положил раздавленный помидор, другой — горсточку солёной камсы. Увидал меня и говорит: «Вот, голубушка… Христовым именем побираюсь! Не стыдно мне это старику, а хорошо… Господь сподобил принять подвиг: в людях Христа бужу!» ⟨…⟩

 Решительно заклинаю Вас! Спасите умирающего с голоду старика Ивана Михайловича Белорусова, автора многих руководств по русской словесности, большого труда о Ломоносове… Позор! Старика выгнали из Наробраза! Издевались!.. Старик побирается по базару! Собирает с пола в булочной крошки с грязью и варит! Я не могу ему ничего дать. Завтра отнесу последнее. И, заметьте, старик, ему 72 года, он бывший учитель Л. Андреева, директор Орловской гимназии, когда-то богатый человек, не имеет ни клочка белья, не имеет платья! И всё ещё слабой рукой работает над Ломоносовым! Это трагедия… Это безбожно! Это чудовищно! Десятки тысяч учились по его книгам. И нет ему куска… Татарская пекарня разрешила собирать с пола крошки с грязью…
Умер старик вчера — избили его кухарки. Черпаками по голове били в советской кухне. Надоел им старик своей миской, нытьём, дрожаньем: смертью от него пахло… Лежит профессор, строгий лицом, в белой бородке, с орлиным носом, в чесучовом сюртуке форменном, сбережённом для гроба… лежит покойно — до будущего века. Аминь.— 